# Маринчки
Маринчки (словен. Marinčki) је насељено место у општини Велике Лашче, Средњесловенска регија, Словенија.

## Историја
До територијалне реорганизације у Словенији био је у саставу града Љубљане, односно старе општине Вич–Рудник.

## Становништво
У попису становништва из 2011. године, Маринчки је имао 23 становника.
| Број становника према пописима | Број становника према пописима | Број становника према пописима |
| ------------------------------ | ------------------------------ | ------------------------------ |
| 1991                           | 2002                           | 2011                           |
| 21                             | 17                             | 23                             |

Напомена: Године 2007. умањено за део насеља који је припојен насељу Логарји. Године 2009. извршена је мања размена територија између насеља Маринчки и Томажини.